# Neukirch (Bodenseekreis)
Neukirch németországi település Baden-Württemberg tartomány délkeleti részén, a Boden-tói járásban, körülbelül nyolc kilométerre keletre Tettnangtól.

## Földrajz
Neukirch dombok közt fekszik, erdőkkel és tavakkal környezve. Az Argen folyótól északra ezenkívül mezőgazdasági kultúrák és erdőgazdaságok is osztoznak a tájon.

### Szomszédos települések
Neukirchet nyugaton és délnyugaton Tettnang város környéke határolja, délen Achberg város, keleten Wangen város, északon pedig Bodnegg település, ami a Ravensburg járásban fekszik

### Neukirch alárendeltségei
Neukircchez tartozik Goppertsweiler, Wildpoltsweiler, Bernried, Blumegg, Elmenau, Gunzenweiler, Hinteressach, Litzelmannshof, Matzenweiler, Oberlangensee, Oberrussenried, Summerau, Uhetsweiler, Unterlangensee, Unterrussenried, Vorderessach és Wittenberg.

## Története
Ez a település nagyon régről származik, eltérően a többi környező településtől, amelyek koráról semmit sem tudunk. 837-ben megalakult a Schönenbergi plébánia, a többi település csak jóval később jött létre, a 18. században. A középkorban a terület a Tettnangi Grófsághoz tartozott, és különösen hosszú ideig a Montfort grófok uralma alá tartozott. E környék került még Nyugat-Ausztria, utána a Bajorország, valamint Napóleon császár miatt a Württembergi Királyság befolyása alá. Körülbelül 3100 méterre Neukirchtől az Ebersberg vár romjai találhatók.

## Vallás
Neukirch túlnyomórészt római katolikus lakossággal rendelkezik.

## Gazdaság és infrastruktúra
Még napjainkban is Neukirch lakosságának egyötöde foglalkozik mezőgazdasággal. Ez a legmagasabb arány a kerület többi településével szemben. A legnagyobb munkaadó viszont ún. fröccsöntő művelet, ami 500 főt foglalkoztat. A lakosság többi része pedig vagy középvállalkozásokat üzemeltet, vagy ingázik a nagyobb közeli városokban, mint Ravensburg vagy Friedrichshafen. Energiaforrása a Regionalwerk Bodensee.

### Közlekedés
A helység közepén ér véget az első és kezdődik a második Jubileumi szakasz, ami egy 118 km hosszú gyalogút. Összesen hat szakaszból áll, ez a vándorút keresztülvezet a Hinterland-on. Az útvonala: Kressbronn, Neukirch, Meckenbeuren,  Markdorf , Heiligenberg Owingen.

### Oktatás
A településen egy általános iskola és egy főiskola is működik egy reáliskolával. (Helyszín:Neukirch és Goppertsweiler)

## Kultúra és látnivalók
Hinterresach-ban a művész Melchior Setz épített ún. boszorkányházakat. Ma már a házak magántulajdonban vannak.

## Fordítás
- Ez a szócikk részben vagy egészben a Neukirch (Bodenseekreis) című német Wikipédia-szócikk fordításán alapul.  Az eredeti cikk szerkesztőit annak laptörténete sorolja fel. Ez a jelzés csupán a megfogalmazás eredetét és a szerzői jogokat jelzi, nem szolgál a cikkben szereplő információk forrásmegjelöléseként.